# Dom Studencki Akademik w Warszawie
Dom Studencki Politechniki Warszawskiej „Akademik” – centralny budynek najstarszego kompleksu domów studenckich w Polsce, wzniesionego w latach 20. XX wieku w Warszawie. Znajduje się przy ulicy Akademickiej 5, w południowej pierzei placu Narutowicza.
Wybudowany jako Dom Techników im. Gabriela Narutowicza. Napis taki zachował się na elewacji zwróconej ku ulicy Mochnackiego. Od nazwy budynku stosuje się w języku polskim wyraz akademik, określający miejsce zbiorowego zamieszkania studentów.

## Historia
Wybudowany w latach 1922–1930 jako trzeci budynek kompleksu gmachów Centrali Akademickiej Bratniej Pomocy (zwanego wówczas kolonią akademicką lub potocznie Bratniakiem). Wypełnił miejsce pomiędzy dwoma neorenesansowymi budynkami – obecnym DS Bratniak (ul. Grójecka 39) i DS Pineska (ul. Uniwersytecka 5) ukończonymi w 1925 r. Data otwarcia, uwieczniona na inskrypcji nad drzwiami, to 1929 rok. Kolonia akademicka, razem z mieszkalną Kolonią Lubeckiego, mieściła się między nowo powstającymi zabudowaniami mieszkalnymi Ochoty a planowanym kompleksem budynków akademickich, rządowych i wojskowych na pograniczu Ochoty, Śródmieścia i Mokotowa z centralną osią w postaci ul. Uniwersyteckiej. Nie wchodzi w skład mieszkaniowej Kolonii Lubeckiego, ale w rejestrze zabytków został włączony w granice jej kompleksu pod numerem 1535 z 20 grudnia 1993 r. Akademik miał służyć studentom ubogim i wyróżniającym się.
Orzeł na godle państwowym umieszczonym na szczycie elewacji pozbawiony jest korony. Płaskorzeźba dodana została po II wojnie światowej. Projektant nie przewidział istnienia jakiejkolwiek płaskorzeźby na fasadzie budynku. Po 1989 r. trwały dyskusje nad dodaniem korony, jednak uzgodniono, że godło w obecnym kształcie posiada już wartość tradycyjną i historyczną.
Oprócz miejsc mieszkalnych (pokoje 1-osobowe o pow. 9 m², 2-osobowe o pow. 12 m² i wieloosobowe) w kompleksie akademików znalazła się stołówka dla 2500 osób, podziemny basen (z łaźnią i innymi pomieszczeniami pomocniczymi), mechaniczna pralnia, biblioteka, sala gimnastyczna, sala odczytowa. Z klasycyzującą formą budynku korespondowały elementy ozdobne, takie jak kolumnady, stiuki, kasetony.
W czasie II wojny światowej stał się siedzibą niemieckiej Policji Porządkowej (konnej Schutzpolitzei i żandarmerii). Budynek stał się miejscem kaźni, a wyższe kondygnacje służyły jako miejsce ostrzału oddziałów powstańczych.
Po wojnie gmach odbudowano ze zniszczeń. Zyskał on zwyczajową nazwę Alcatraz (od amerykańskiego więzienia o tej nazwie). W języku potocznym studentów i mieszkańców Ochoty utrwaliło się to ze względu na monumentalizm budynku – wysokość, surową formę, ciężkie drzwi wejściowe, obecność godła państwowego.
Akademik oferuje ok. 800 miejsc dla studentów wszystkich wydziałów PW. WC i prysznice na korytarzu, pokoje są najczęściej 2-osobowe. Łazienki i kuchnie są wspólne.

## Galeria

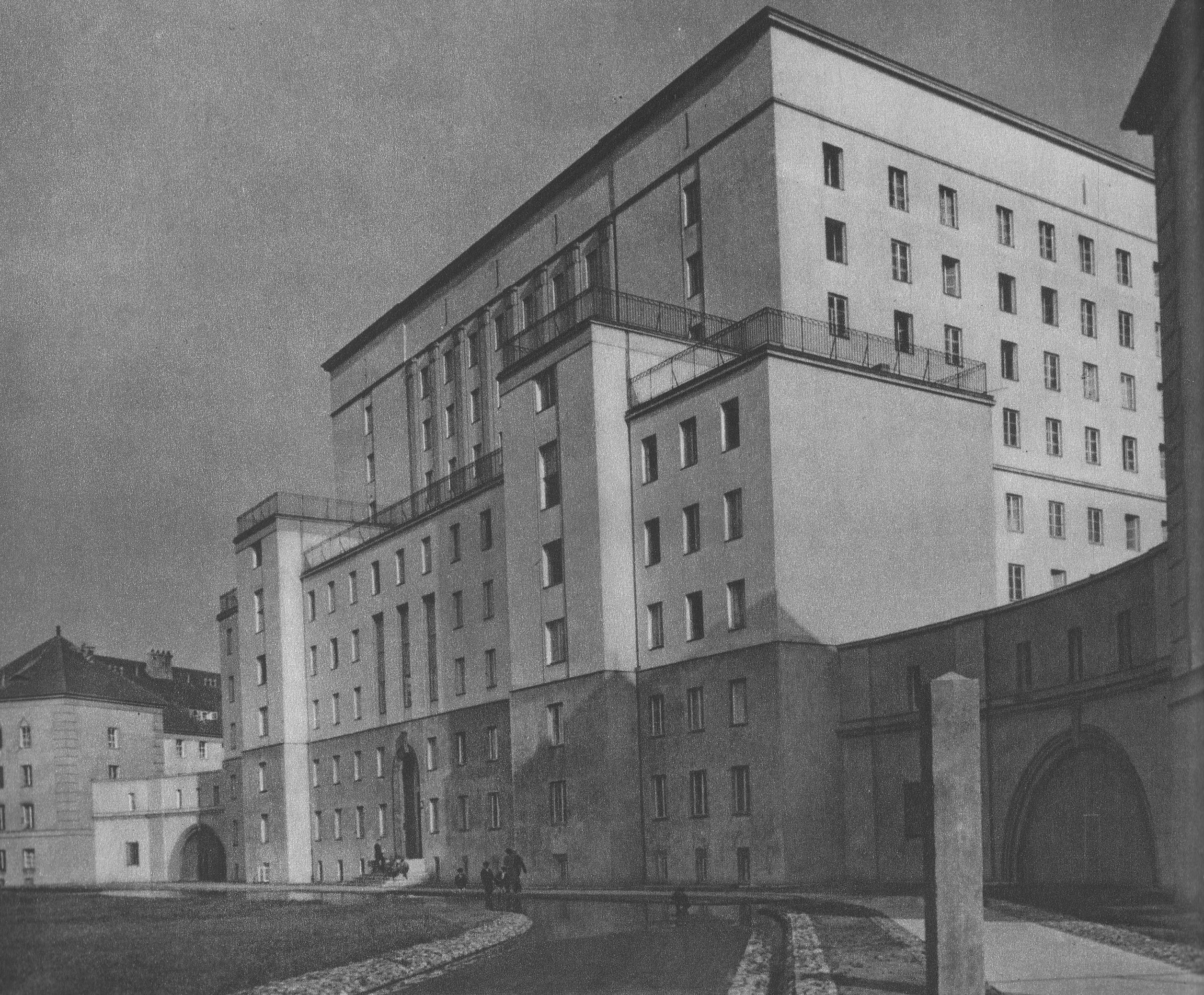
Budynek przed II wojną światową
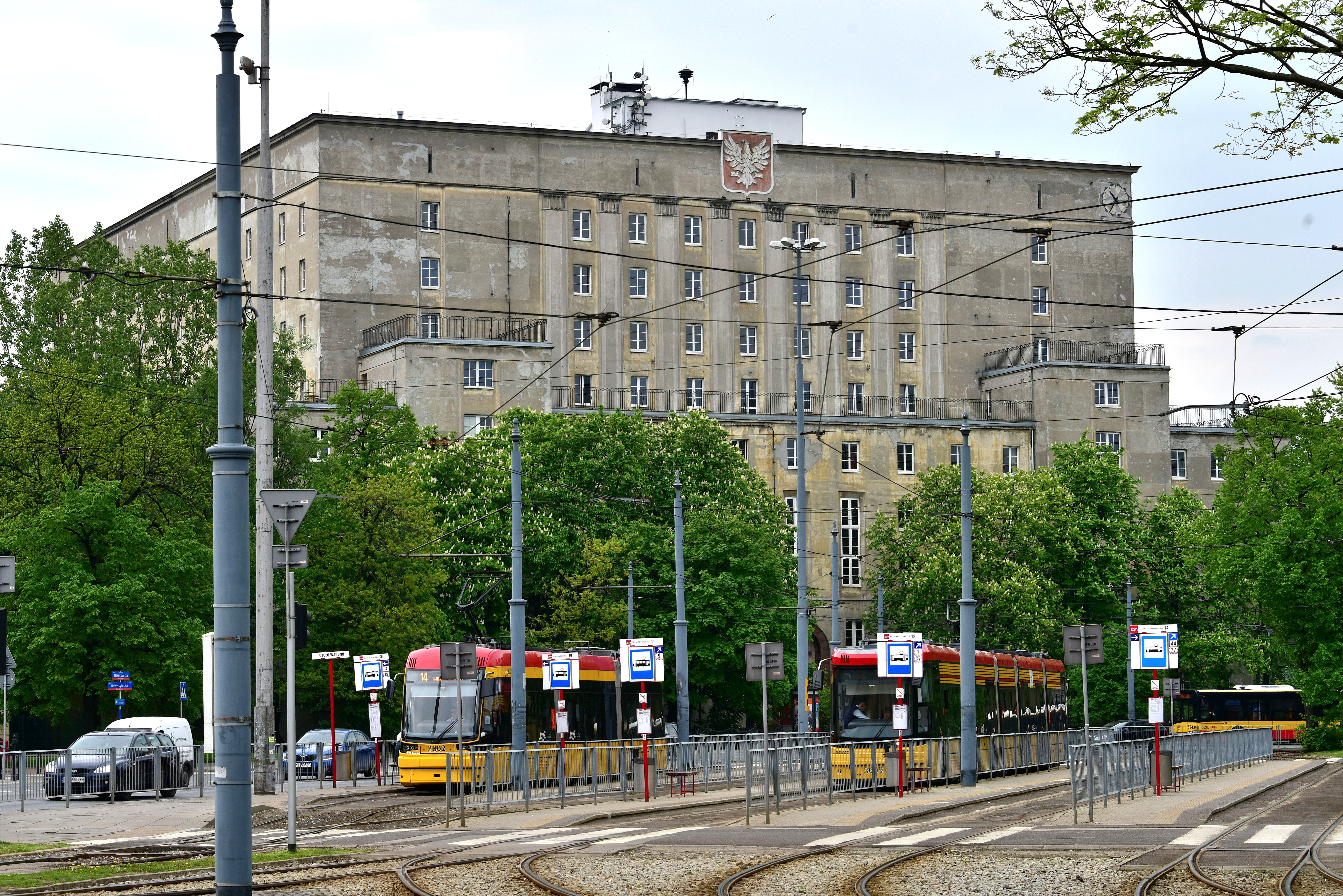
Budynek widziany z pętli tramwajowej na placu Narutowicza
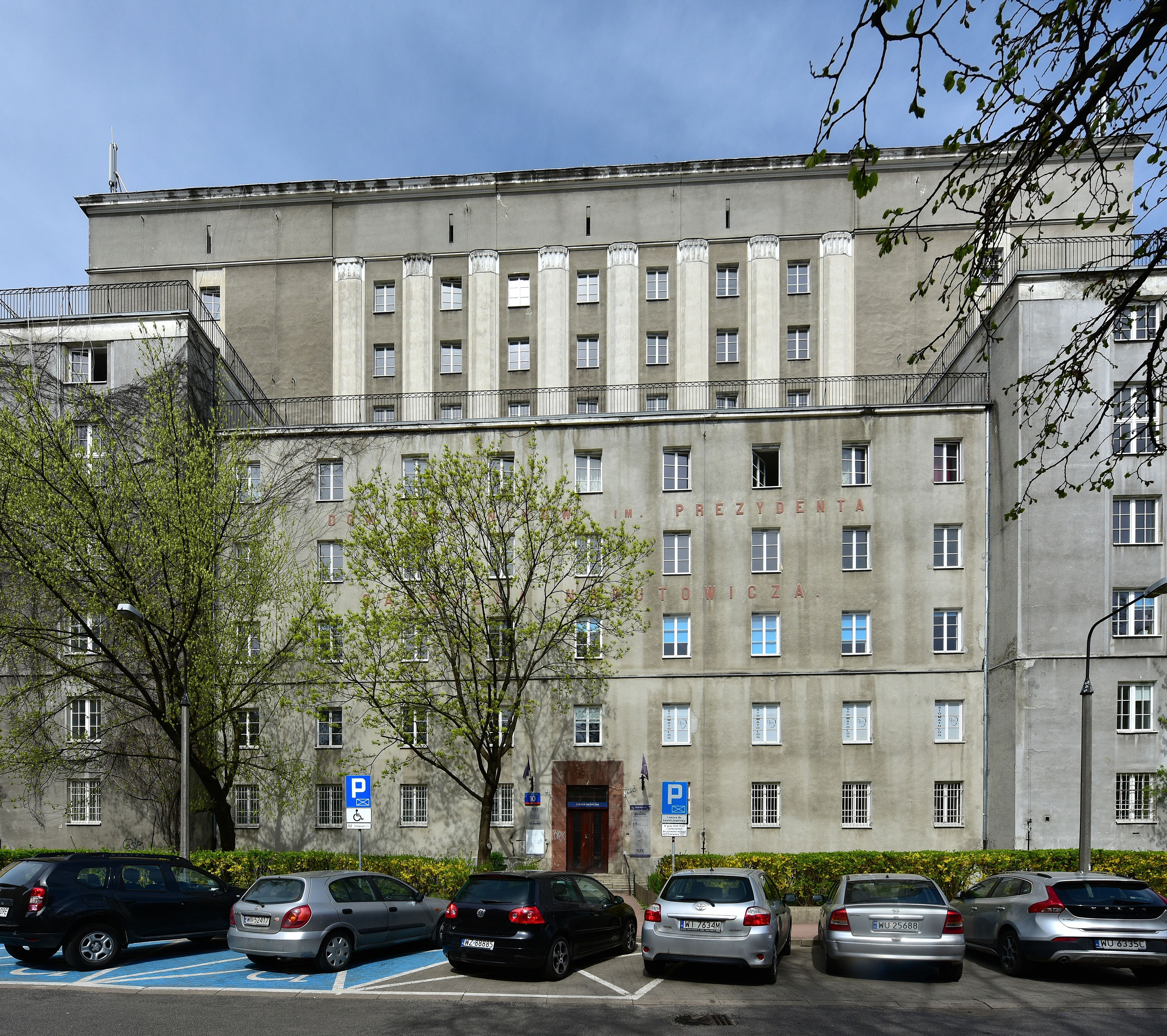
Budynek od strony ul. Mochnackiego z widocznym napisem na fasadzie
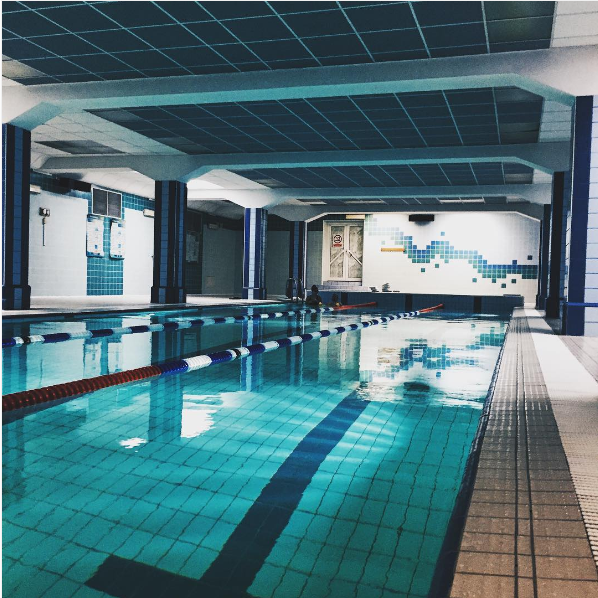
Basen w podziemiach budynku